# Шапши
 Шапши (тат. Шәпше) — село в Высокогорском районе Татарстана. Административный центр Шапшинского сельского поселения.

## География
Находится в северо-западной части Татарстана на расстоянии приблизительно 10 км на восток-северо-восток от районного центра поселка Высокая Гора у речки Шапши.

## История
Известно с времен Казанского ханства. Упоминалось также как Богородское. В XIX веке принадлежало помещику Депрейсу, который организовал здесь конный завод. В 1809 году была построена Казанско-Богородицкая церковь, а в 1821 Никольская церковь. В 1970-е годы село развивалось как образцовое поселение с почти городской инфраструктурой.

## Население
Постоянных жителей было: в 1646 году — 87, в 1782—253 души муж. пола; в 1859—784, в 1897—675, в 1908—872, в 1920—788, в 1926—688, в 1938—540, в 1949—368, в 1958—279, в 1970—176, в 1989—1200, 1229 в 2002 году (русские 59 %, татары 37 %), 1268 в 2010.

## Транспорт
С начала 1990-х годов в село начали ходить пригородный автобусный маршрут № 118 от казанского автовокзала через село Высокая Гора и Калинино; в конце 1990-х годов он был перенумерован в № 318, а после 2007 года в № 110 и существовал до середины 2010-х годов.